# 矩震級
（缩写：MMS；记作MW、Mw），是記錄地震強度的標度。1977年由美國加州理工學院地震學家金森博雄教授制定。計算公式為：
{\displaystyle M_{W}={2 \over 3}\log _{10}M_{0}-10.73}，其中{\displaystyle M_{0}}為地震矩。
由公式可以看出，矩震級每增加一級需要{\displaystyle 10^{1.5}}倍的能量，也就是31.6倍能量。公式中使用的常數是為了使此標度與其他地震近震震級（如里氏地震规模）的數值相似。矩震級的優點在於它不會像近震震級那樣容易飽和。亦即，大於某震級的所有地震之數值都相同的情況不會發生。另外，此標度與震源的物理特性有較直接的聯繫。因此，矩震級已經取代近震震級成為世界地震學家估算大規模地震時最常用的標度。美国地质调查局（USGS）對規模小於3.5級的地震不使用矩震級。史上最強烈的地震為1960年智利大地震，規模為9.5。